# 圣皮埃尔多蒂勒
圣皮埃尔多蒂勒（法語：Saint-Pierre-d'Autils，法語發音：[sɛ̃ pjɛʁ dotil]）是法国厄尔省的一个旧市镇，位于该省东部，属于埃夫勒区。2017年1月1日，圣皮埃尔多蒂勒和相邻的另外2个市镇合并为新市镇拉沙佩勒隆格维尔（La Chapelle-Longueville）。

## 地理
圣皮埃尔多蒂勒（49°7'4"N, 1°26'15"E）面积7.09 平方千米，位于法国诺曼底大区厄尔省，该省份为法国北部内陆省份，北起滨海塞纳省，西接奧恩省和卡爾瓦多斯省，南至厄尔-卢瓦省，东临瓦兹省、瓦兹河谷省和伊夫林省。
圣皮埃尔多蒂勒的时区为UTC+01:00、UTC+02:00（夏令时）。

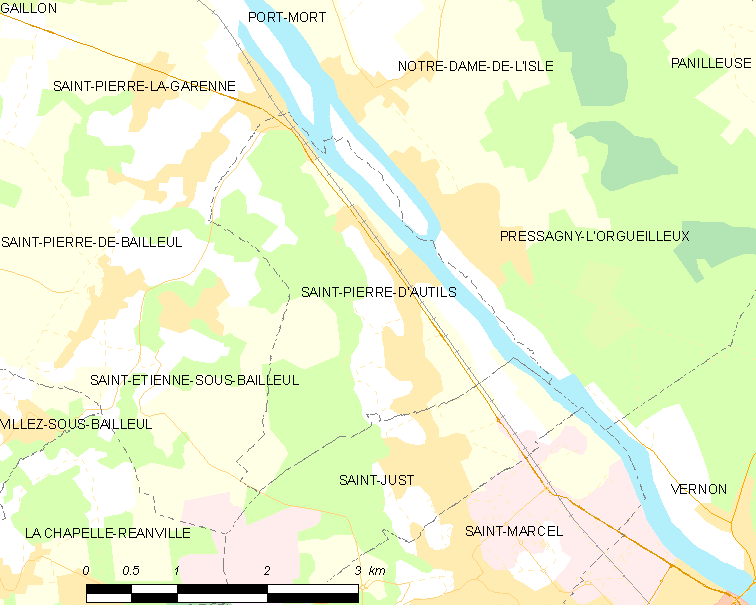
圣皮埃尔多蒂勒的OSM定位图

## 行政
圣皮埃尔多蒂勒的邮政编码为27950，INSEE市镇编码为27588。

## 政治
圣皮埃尔多蒂勒所属的省级选区为厄尔河畔帕西县。

## 人口

1962-2008年间圣皮埃尔多蒂勒人口变化图示

圣皮埃尔多蒂勒于2018年1月1日时的人口数量为945人。